# Hamilton Crescent
Hamilton Crescent ist ein Cricketplatz, der sich in Partick, einem Stadtteil der schottischen Stadt Glasgow, befindet.
Der vom West of Scotland Cricket Club für seine Heimspiele genutzte Platz war Austragungsstätte des ersten Länderspiels in der Geschichte des Fußballs, als sich am 30. November 1872 eine schottische und eine von Cuthbert Ottaway angeführte englische Auswahl gegenüberstanden. Das von zirka 4000 Zuschauern verfolgte Spiel endete mit 0:0 unentschieden.
Bis 1876 wurde der Platz für weitere Fußball-Länderspiele genutzt, bevor der First Hampden Park und Hampden Park zum hauptsächlichen Austragungsort der schottischen Heimspiele wurde. 1876 wurde außerdem das Finale im Scottish FA Cup auf dem Platz ausgetragen.